# 호시노 미유
호시노 미유(일본어: ほしのみゆ, 1987년 5월 5일 ~ )는 일본의 성인 비디오 여배우다. 2006년 8월 프레스티지의 기획물인 《상금 or 야한 벌칙게임》을 통해 성인 비디오 시장에 발을 들였고, 그 직후 키카탄 배우로서 활동했다. 2008년 8월 자신의 첫 단체 계약을 MAX-A에서 맺었으며, 8월 8일 "재데뷔"라는 설명이 실린 《MAX GIRLS8 유카타 편》이 발매되었다. 2009년 4월 PREMIUM으로 이적했고 2년간 활동하다 2011년 9월 7일 《호시노 미유, 은퇴!》라는 제목의 작품을 마지막으로 은퇴했다.